# 사도좌공보

《사도좌공보》(使徒座公報, 라틴어: Acta Apostolicae Sedis)는 ‘사도좌의 활동’이라는 뜻으로, 흔히 A.A.S.로 통칭한다. 성좌의 공식 공보로 매년 12회 출간한다. 1908년 9월 29일 교황 비오 10세의 교령 《Promulgandi Pontificias Constitutiones》에 의해 창간되었으며, 1909년 1월에 첫 간행물이 나왔다. 이 공보에는 교령, 회칙, 교황청 심의회들의 결의사항, 교회의 중요 인사들의 임면 사항 등이 게재된다. 이 공보에 발표된 법령들은 공보의 발행일부터 셈을 시작하여 3개월이 지난 후에야 효력이 발생한다.
1865년 이래 출간하던 《성좌공보》를 대신하여 그와 비슷한 간행물인 사도좌공보가 출간되었다. 비록 성좌에서 공식적으로 법률을 공표하지는 않았지만, 1904년 5월 23일 성좌의 기구에 의해 사도좌공보에 게재된 모든 문서 내용은 “공식적이고 인증된 것”이라고 공언하였다. 위에서 이미 언급했다시피 성좌공보의 출간은 4년 후에 중지되었다.
바티칸 시국이 설립된 해인 1929년 이래, 사도좌공보에는 바티칸 시국의 법률과 규정을 게재한 이탈리아어 부록(Supplemento per le leggi e disposizioni dello Stato della Città del Vaticano)이 첨부되었다.